# Цао Уей
Цао Уей (на китайски: 曹魏, пинин: Cáo Wèi) е едно от трите големи царства, което се бори за господство над Китай през периода на Трите царства (220 – 280). Столица на държавата първоначално е Сючан, а след това Луоян. Основана е през 220 г. от Цао Пи, който надгражда основите, положени от баща си, Цао Цао, към края на династията Източна Хан. Наименованието Уей започва да се свързва с Цао Цао, когато той е назначен за управител на областта Уей от източноханското правителство през 213 г., и става име на новата държава, когато Цао Пи се самопровъзгласява за император през 220 г. Историците обикновено добавят и Цао към името на държавата, за да я различават от другите китайски исторически държави със същото име (например Северна Уей). Властта на управляващата династия Цао драстично отслабва след екзекутирането на регента Цао Шуан и роднините му. Държавната власт постепенно се изплъзва към ръцете на друг регент на Уей, Съма И, след 249 г. Последните императори на Уей като цяло са марионетни лидери под контрола на клана Съма. Накрая, внукът на Съма И, Съма Йен, принуждава последния владетел на Уей, Цао Хуан, да абдикира. Така, Съма Йен се възкачва на престола и основава династията Дзин.